# 스티브 예들린
스티브 예들린(영어: Steve Yedlin, 1975년 9월 29일 ~ )은 미국의 영화 촬영 기사이다. 라이언 존슨 감독과 자주 협업하여, 그의 영화 《브릭》(2005), 《블룸형제 사기단》(2008), 《루퍼》(2012), 《스타워즈: 마지막 제다이》(2017)의 촬영을 담당하였다. 이외에 킴벌리 피어스 감독의 《캐리》(2013), 댄 포글먼 감독의 《대니 콜린스》(2015), 브래드 페이턴 감독의 《샌 안드레아스》(2015) 등의 영화에도 참여했다.

## 연출 작품 목록

### 영화
| 연도 | 제목                    | 원제                           | 감독               | 비고 |
| ---- | ----------------------- | ------------------------------ | ------------------ | ---- |
| 2002 | 메이                    | May                            | 러키 매키          |      |
| 2004 | 연장통 살인             | Toolbox Murders                | 토브 후퍼          |      |
| 2004 | 데드 버드               | Dead Birds                     | 앨릭스 터너        |      |
| 2005 | 브릭                    | Brick                          | 라이언 존슨        |      |
| 2005 | 낯선 여인과의 하루      | Conversations with Other Women | 한스 카노사        |      |
| 2006 | 언노운                  | Unknown                        | 사이먼 브랜드      |      |
| 2006 | 얼터드                  | Altered                        | 에두아르도 산체스  |      |
| 2007 | 엘 무에르토             | El Muerto                      | 브라이언 콕스      |      |
| 2007 | 러블리 바이 서프라이즈  | Lovely by Surprise             | 커트 건            |      |
| 2008 | 블룸형제 사기단         | The Brothers Bloom             | 라이언 존슨        |      |
| 2009 | 디 아더 우먼            | The Other Woman                | 돈 루스            |      |
| 2009 | 보유                    | Tenure                         | 마이크 밀리언      |      |
| 2010 | 발명의 아버지           | Father of Invention            | 트렌트 쿠퍼        |      |
| 2012 | 루퍼                    | Looper                         | 라이언 존슨        |      |
| 2012 | 걸 모스트 라이클리      | Girl Most Likely               | 샤리 스프링어 버먼 |      |
| 2013 | 캐리                    | Carrie                         | 킴벌리 피어스      |      |
| 2015 | 대니 콜린스             | Danny Collins                  | 댄 포글먼          |      |
| 2015 | 샌 안드레아스           | San Andreas                    | 브래드 페이턴      |      |
| 2017 | 스타워즈: 마지막 제다이 | Star Wars: The Last Jedi       | 라이언 존슨        |      |